# Динамо (хоккейный клуб, Петрозаводск)
Хоккейный клуб Динамо (Петрозаводск) — хоккейная команда из города Петрозаводска.
Участник Кубка СССР по хоккею с шайбой. Неоднократный победитель чемпионата союзной республики — Карело-Финской СССР.

## История
С 1950 по 1964 гг. участвовала в чемпионатах Карело-Финской ССР и Карельской АССР по хоккею с шайбой. Становилась чемпионом в 1955—1957, 1961 гг., серебряным призёром в 1958 г. В 1970-х участвовала в кубках по хоккею «Белое море».
В 1955 г. в кубке СССР в 1/16 финала проиграла ОДО-2 (Ленинград) 2:14.
В 1950-х гг. команда участвовала в первенстве РСФСР:
- 1956/1957 — 1 место в зоне Юг. 6 место в финале[4].
- 1957/1958 — 1 место в Центральной зоне, 4 место в финале[5][6].
- 1960/1961 — 2 место в 7-й зоне[7].
- 1962/1963 — 1 место в 6-й зоне, 9 место в финале[8][9]
- 1965/1966 — 4-е место в финале[10].

В 2018 г. в Петрозаводске была создана детская хоккейная команда «Динамо» (Карелия). «Динамо» (Карелия) участвует в первенстве федерации хоккея Карелии как одна из команд СШ-6.